# Werkgemeenschap Vlaanderen Morgen
De Werkgemeenschap Vlaanderen Morgen was een onafhankelijke vooruitstrevende denkgroep binnen de Vlaamse Beweging.

## Geschiedenis
De Werkgemeenschap Vlaanderen Morgen startte in 1979 haar werkzaamheden als onafhankelijke denkgroep. De opzet was een kritische reflectie op gang te brengen over Vlaamse Beweging en Vlaamse politiek. In haar beginselverklaring verduidelijkte ze: "Het was en is haar bedoeling deze beweging en deze politiek mede opnieuw te bezielen met een verjongd dynamisme, meer pluralisme, meer rechtvaardigheidsstreven en meer internationale gerichtheid, kortom met meer maatschappelijke bewogenheid". In 1999 hield de Werkgemeenschap Vlaanderen Morgen op te bestaan.

## Tijdschrift

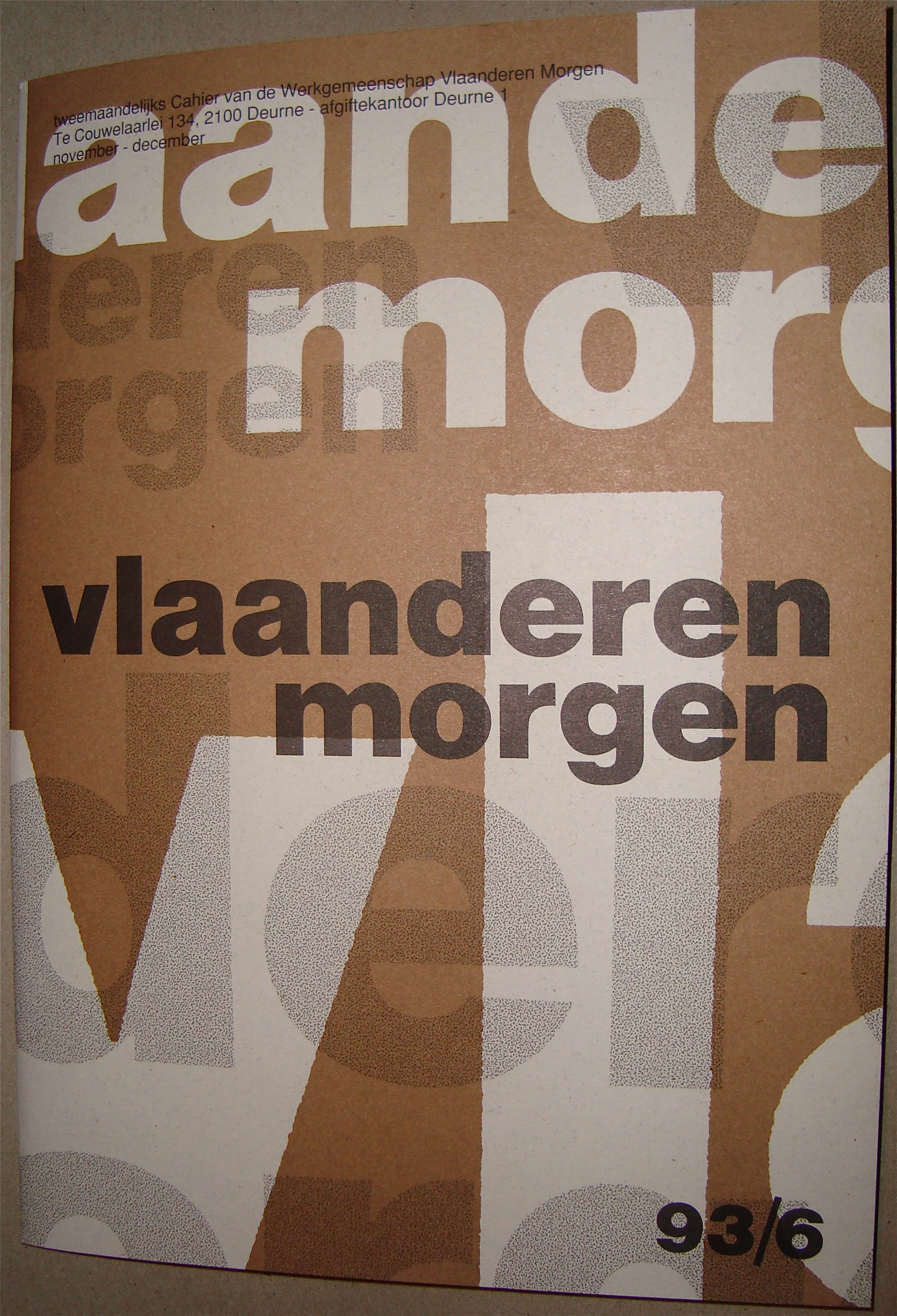
Voorpagina van het tijdschrift Vlaanderen Morgen

De Werkgemeenschap Vlaanderen Morgen gaf ook een tweemaandelijks tijdschrift uit onder de naam 'Vlaanderen Morgen - tweemaandelijks cahier van de Werkgemeenschap Vlaanderen Morgen'. In de redactie vonden we onder andere Christian Dutoit, Bart Maddens en Godfried Van de Perre terug. Veerle Schiltz was verantwoordelijke uitgever. Onder de naam Roskam publiceerde Hugo Schiltz er columns met bespiegelingen aangaande de 'Vlaamse ontvoogdingsstrijd'. Wouter Beke, die later partijvoorzitter van CD&V en Vlaams Minister zal worden, schreef vier artikels voor Vlaanderen Morgen: "De politiek voorbij" (1994), "De stad in een netwerk" (1996), "Vlaamse identiteit en cartografische illusies" (1997) en "Nieuwe burgers in de samenleving" (1998).
Het omslagontwerp was van de hand van grafisch vormgever Rob Buytaert die in 1988 een Staatsprijs van de Vlaamse Gemeenschap en in 1997 de Henry van de Veldeprijs voor Loopbaan ontving.